# Troilite
La troilite (simbolo IMA: Tro) è un minerale del gruppo della pirrotite appartenente alla famiglia dei "solfuri e solfosali" con composizione chimica FeS.
Da un punto di vista chimico è solfuro ferroso con un rapporto 1:1 tra ferro e zolfo. È l'analogo dello zolfo dell'achávalite (FeSe) e l'analogo del ferro della covellite (CuS).

## Etimologia e storia

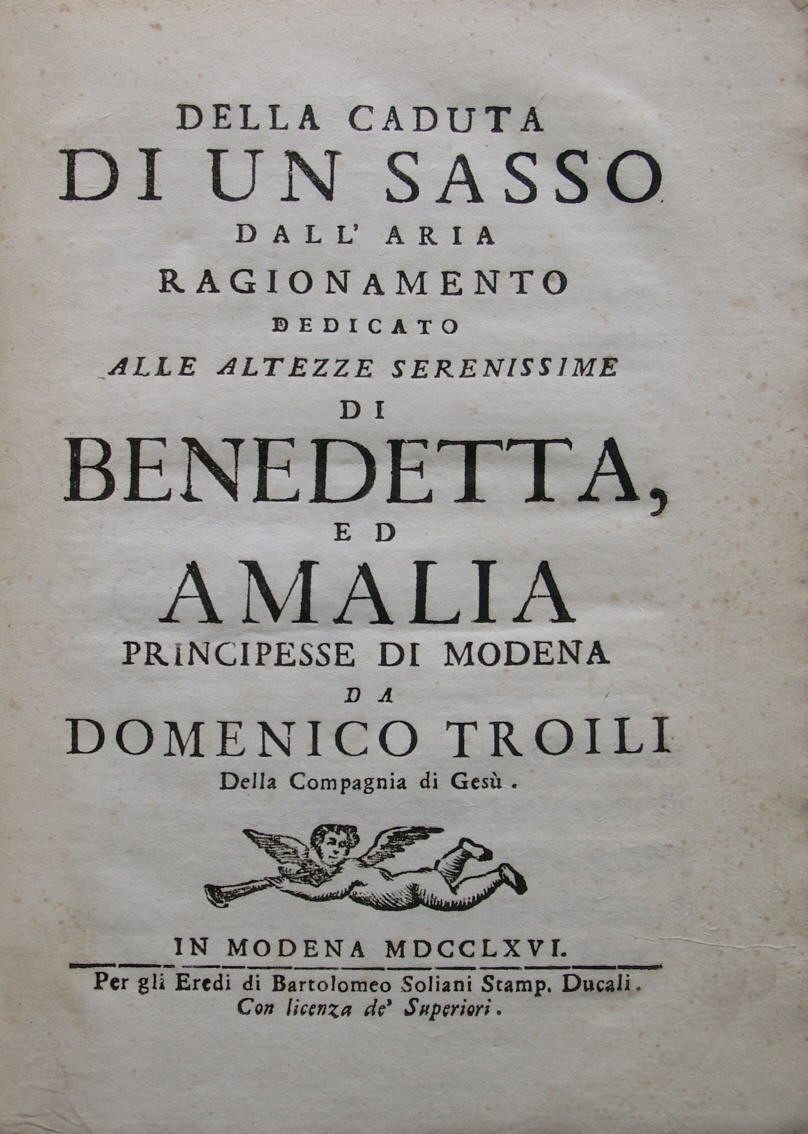
Copertina dell'opera di Domenico Troili in cui descrive il minerale che sarà poi chiamato troilite in suo onore

Il nome troilite deriva dal monaco italiano Domenico Troili che per primo notò il minerale nel meteorite Albareto, caduto nel 1766 ad Albareto, in provincia di Modena (Italia). Troili scrisse la prima descrizione della caduta di un meteorite in un documento di 43 pagine pubblicato nel 1766. Raccolse inoltre i racconti dei testimoni, esaminò accuratamente la pietra e notò grani di un minerale simile all'ottone che chiamò "marchesita" e che a lungo si pensò essere pirite (FeS2). Comunque nel 1862 il mineralogista tedesco Gustav Rose ne analizzò la composizione e ne determinò una formula chimica diversa: FeS. Rose chiamò questo nuovo minerale troilite in onore di Troili.
La troilite è l'unico minerale italiano la cui località tipo è in un sito di impatto di meteoriti. L'abate Domenico Troili, gesuita, è ampiamente accreditato da coloro che studiano le meteoriti per aver stilato la prima descrizione della caduta di un meteorite. Troili raccolse i resoconti di molti testimoni oculari, esaminò attentamente la pietra e rilevò in essa piccoli granelli di un minerale ottonato che chiamò "marchesita", che a lungo si è ipotizzato essere pirite. Il minerale fu identificato come solfuro di ferro un secolo dopo e Gustav Rose chiamò il minerale troilite nel 1862.

## Classificazione
La classica nona edizione della sistematica dei minerali di Strunz, aggiornata dall'Associazione Mineralogica Internazionale (IMA) fino al 2009, elenca la troilite nella classe "2. Solfuri e solfosali" e nella sottoclasse "2.C Solfuri metallici, M:S = 1:1 (e similari)"; questa viene più finemente suddivisa in base alla composizione del minerale, in modo tale che la troilite possa essere trovata nella sezione "2.CC Con Ni, Fe, Co, PGE, ecc." dove forma il sistema nº 2.CC.10 insieme a pirrotite e smythite.
Tale classificazione rimane invariata anche nell'edizione successiva, proseguita dal database "mindat.org" e chiamata Classificazione Strunz-mindat.
Nella Sistematica dei lapis (Lapis-Systematik) di Stefan Weiß la troilite è elencata nella classe dei "solfuri e solfosali (solfuri, seleniuri, tellururi, arseniuri, antimoniuri, bismuti)" e nella sottoclasse dei "solfuri con metallo: S,Se,Te ~ 1:1", dove forma la sezione nº II/C.19 insieme ad achávalite, heideite, jaipurite, modderite, pirrotite, smythite e westerveldite.
Anche la classificazione dei minerali secondo Dana, usata principalmente nel mondo anglosassone, elenca la troilite nella famiglia dei "solfuri e solfosali"; qui è nella classe dei "minerali solfuri" e nella sottoclasse dei "solfuri – compresi seleniuri e tellururi – con la composizione AmBnXp, con (m+n):p=1:1" dove è l'unico membro del sistema nº 02.08.09.

## Abito cristallino
La troilite cristallizza nel sistema esagonale nel gruppo spaziale P63/mmc (gruppo nº 194) con i parametri reticolari a = 5,958 Å e c = 11,74 Å, oltre a 12 unità di formula per cella unitaria.

## Origine e giacitura
A seconda del luogo di ritrovamento, la troilite è stata trovata in serpentino (Del Norte Co., California, Stati Uniti), con solfuri di ferro-rame-nichel in rocce intrusive ultramafiche stratificate (per campioni provenienti dal giacimento di "Sally Malay", Australia), oppure ancora come noduli nei meteoriti; la pirrotite, pentlandite, mackinawite, cubanite, valleriite, calcopirite, pirite, daubréelite, cromite, sfalerite, grafite, vari fosfati e silicati.
La troilite è stata trovata in moltissime località sparse per il mondo. Qui si ricorda solo la sua località tipo, meteorite Albareto, trovato ad Albareto (44.68333°N 10.95°E) in provincia di Modena (Emilia Romagna, Italia).

## Forma in cui si presenta in natura
La troilite si presenta in aggregati massivi e granulari, ma anche nodulari.
La troilite è opaca, con lucentezza metallica e di colore che va dal marrone grigio, al marrone bronzo (appannato), marrone giallo, marrone grigiastro chiaro e bronzo. Il colore del suo striscio è nero brunastro.